# Lagune Kalina
La laguna Kalina ou laguna Busch est un lac salé situé dans le département de Potosí en Bolivie.